# Drassodella purcelli
Espèce
Drassodella purcelli est une espèce d'araignées aranéomorphes de la famille des Gallieniellidae.

## Distribution
Cette espèce est endémique du Cap-Occidental en Afrique du Sud,. Elle se rencontre vers Matjiesfontein, Anysberg et Touws River.

## Description
La femelle holotype mesure 4,4 mm.
La femelle décrite par Mbo et Haddad en 2019 mesure 3,18 mm, les femelles mesurent de 2,56 à 3,18 mm.

## Étymologie
Cette espèce est nommée en l'honneur de William Frederick Purcell.

## Publication originale
- Tucker, 1923 : The Drassidae of South Africa. Annals of the South African Museum, vol. 19, p. 251-437 (texte intégral).